# Promotion (ceremoni)

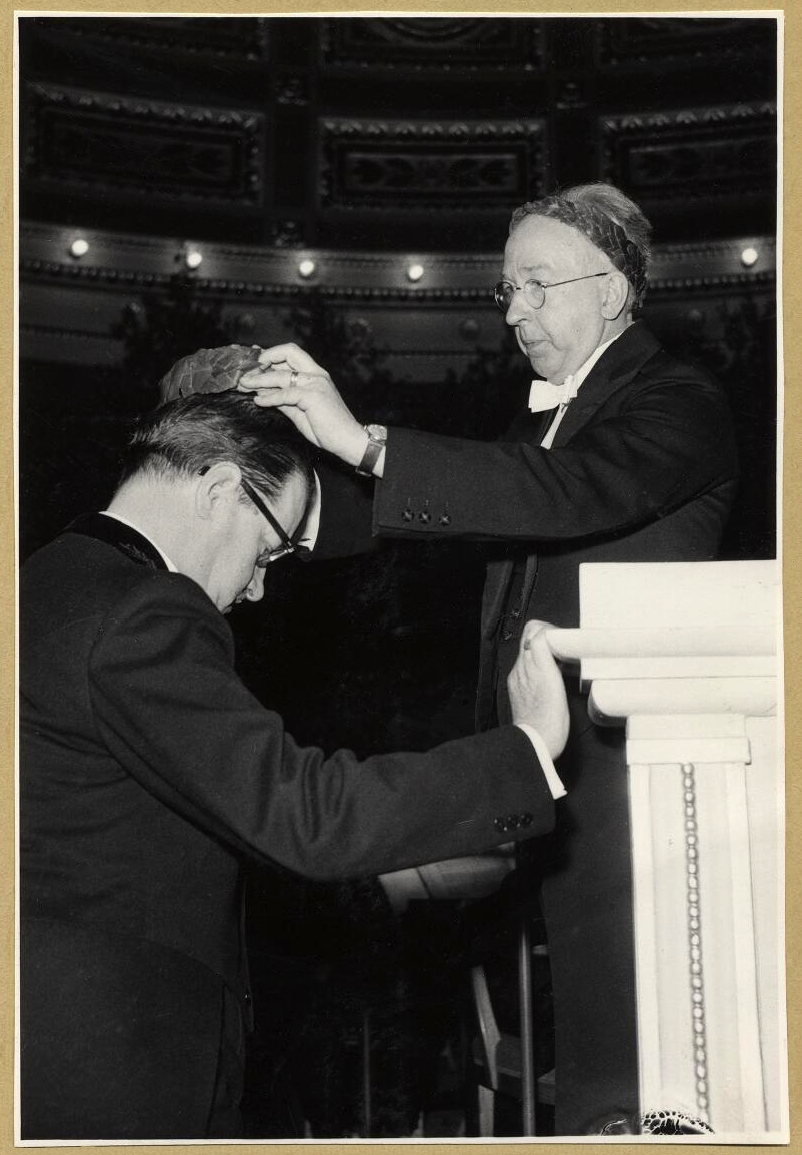
Sven Stolpe promoveras till filosofie doktor av professor Victor Svanberg i Uppsala universitets aula 1959.

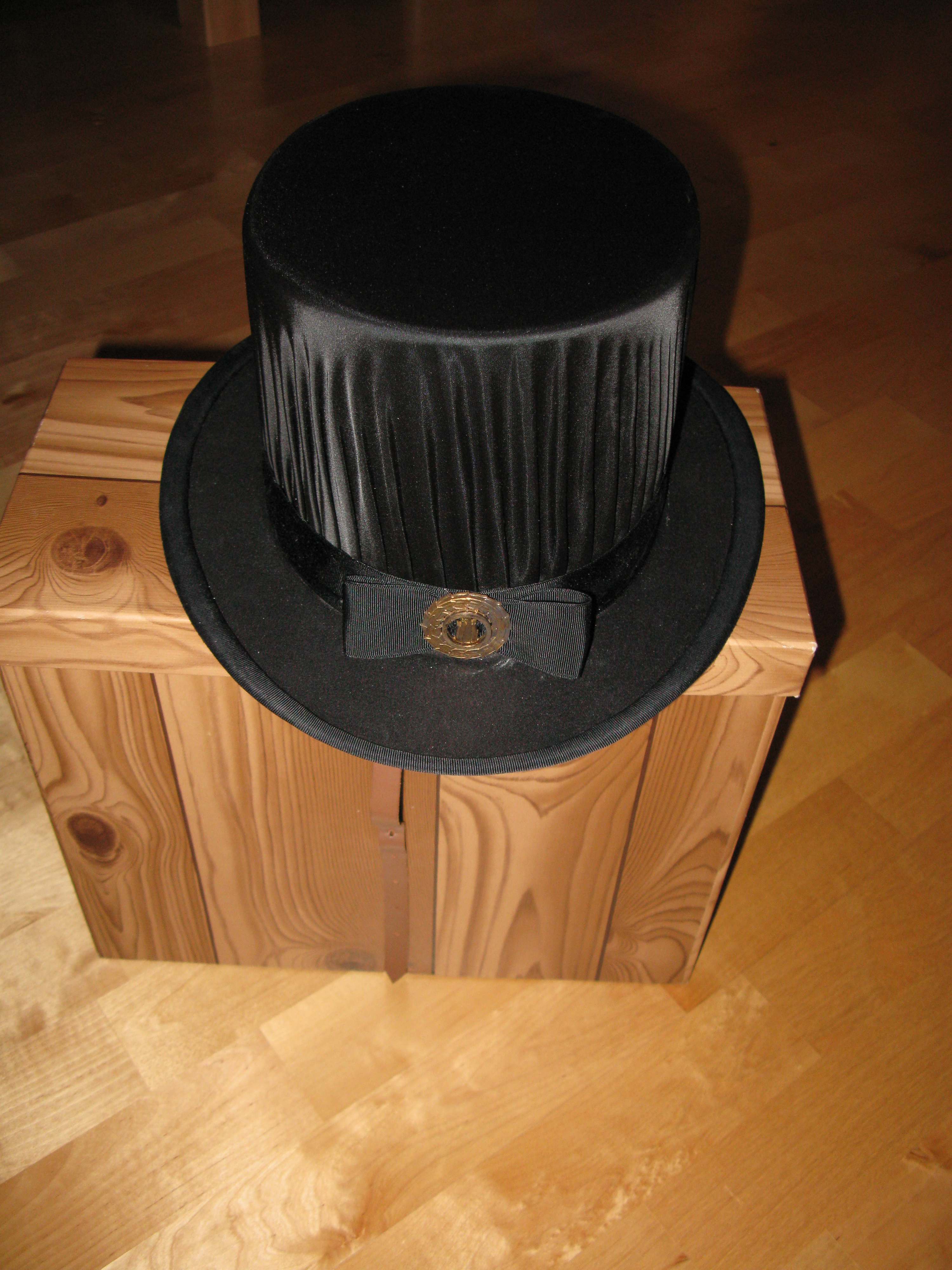
Finsk doktorshatt, som fås vid promotionen.

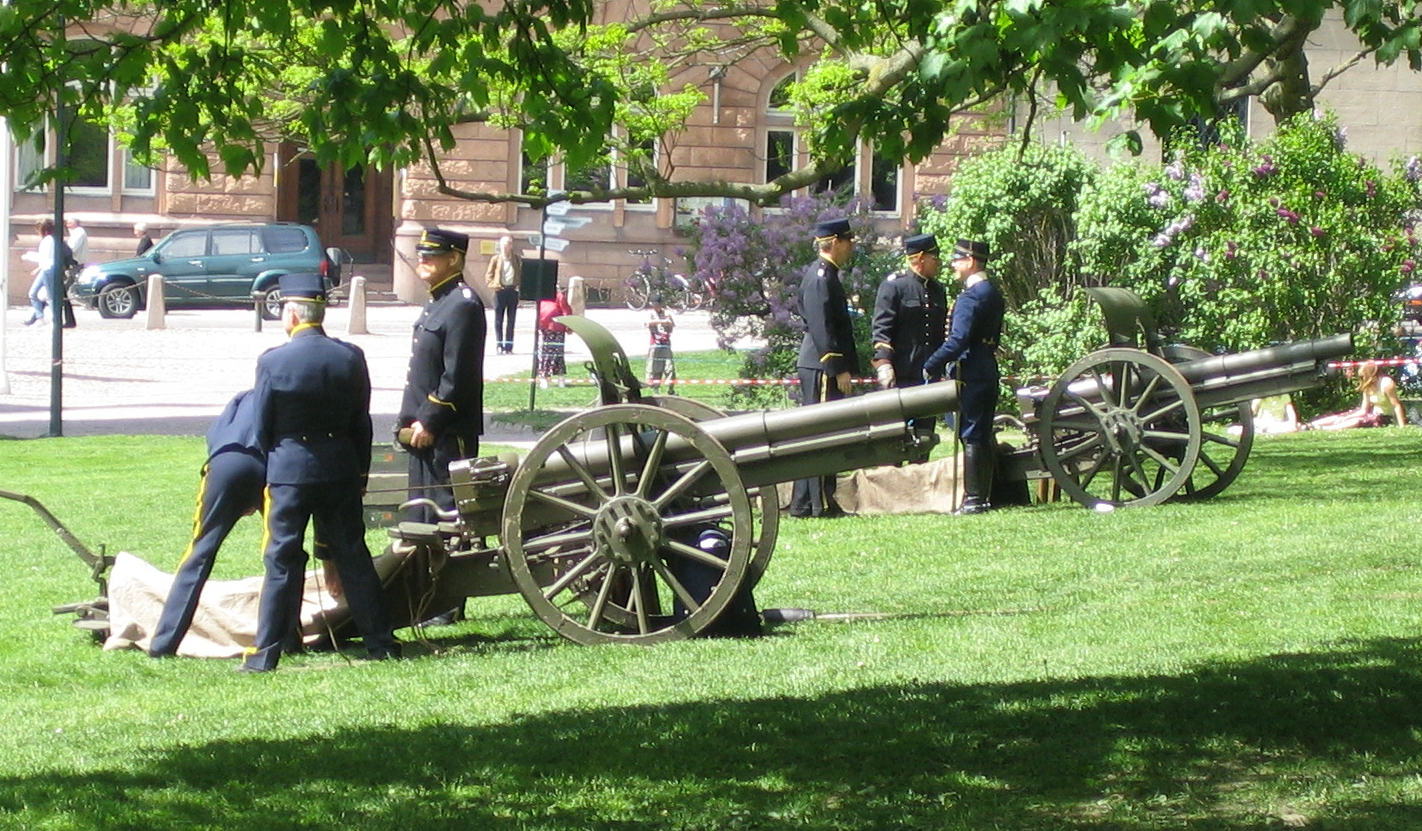
Kanonsalut vid doktorspromotion i Lund.

Promotion är en akademisk ceremoni då insignier för magistersgrad (magisterpromotion) eller, vanligare, doktorsgrad utdelas (doktorspromotion). Den akademiska seden kring detta varierar mellan olika länder och lärosäten.

## Beskrivning
Doktorspromotionen är i många länder huvudsakligen ceremoniell.
För doktorsgraden kan insignierna bestå av diplom, doktorshatt eller lagerkrans, doktorsring och eventuellt värja. Själva doktorsexamen erhålls i och med att avhandlingen efter disputationen har fått betyget godkänt och universitetets examensavdelning därefter utfärdat examensbevis. Deltagande i promotionen är numera frivilligt. Tidigare förlänades doktorstiteln genom själva promotionsritualen. Den person som utför promotionen kallas promotor.
Doktorshatten (eller lagerkransen som vid vissa fakulteter utdelas istället för hatt) sätts av en särskild promotor under ceremoniella former på den nyblivne doktorns huvud. Doktorer som erhåller lagerkrans vid promotionen kan senare skaffa doktorshatt att bära tillsammans med civil högtidsdräkt. Fakulteterna kan kalla personer att promoveras som ej för ändamålet genomgått prov inom det akademiska utbildningssystemet. De kallas hedersdoktorer (doctor honoris causa); oftast är det framstående forskare vid andra universitet som promoveras till hedersdoktorer. Det är möjligt att promoveras utan att själv vara närvarande. En sådan promovend kallas absens.
Fram till 1828 var magistergraden den högsta graden inom den filosofiska fakulteten i Finland och fram till 1864 i Sverige och promotion innebar i det fallet magisterpromotion. Doktorsgrad hade redan tidigare funnits inom de juridiska, teologiska och medicinska fakulteterna. Vid bland annat vissa universitet har personer efter filosofie kandidatexamen promoverats till magistrar. Vissa högskolor har under senare år[när?] infört magisterpromotion för personer som tagit den nu gällande magisterexamen.
Femtio år efter det att en doktor promoveras kan han eller hon promoveras på nytt. Doktorn deltar då i universitetets vanliga promotion och kreeras i en särskild ceremoni till jubeldoktor och erhåller ett diplom. En filosofie jubeldoktor får då en ny lagerkrans.
Ett undantag utgörs dock av doktorspromotion sub auspiciis, som är en särskild utmärkelse reglerad i lag. Denna utmärkelse och en särskild doktorsring delas ut av Österrikes förbundspresident till det fåtal doktorer som uppnått högsta betyg i samtliga ämnen under samtliga studier och examina på gymnasie- och högskolenivå till och med doktorsavhandlingen. Traditionen grundades under det österrikiska kejsardömet, då utmärkelsen delades ut av kejsaren.